# Gülzow-Prüzen
Gülzow-Prüzen ist eine Gemeinde im Südwesten des Landkreises Rostock in Mecklenburg-Vorpommern (Deutschland). Sie wird vom Amt Güstrow-Land mit Sitz in der nicht amtsangehörigen Stadt Güstrow verwaltet.

## Geografie

### Lage
Die Gemeinde liegt westlich bzw. südwestlich der Kreisstadt Güstrow. Der großflächige Bereich der Gemeinde reicht vom Ufer der Nebel im Norden bis an die Grenze zum Landkreis Ludwigslust-Parchim im Süden. Während der Norden des Gemeindegebietes weitgehend flach ist, steigt das Gelände im Süden leicht an, es werden hier Höhen von etwa 70 m ü. NN erreicht. Im Gebiet um Gülzow-Prüzen liegen mehrere Seen, von denen der Parumer See, der Groß Upahler See, der Lenzener See, der Karcheezer See und der Prüzener See hervorzuheben sind.
Umgeben wird Gülzow-Prüzen von den Nachbargemeinden Zepelin und Groß Schwiesow im Norden, Lüssow und Güstrow im Nordosten, Gutow im Osten, Lohmen im Südosten, Klein Upahl im Süden, Mustin und Witzin im Südwesten sowie Tarnow und Dreetz im Westen.

### Ortsteile

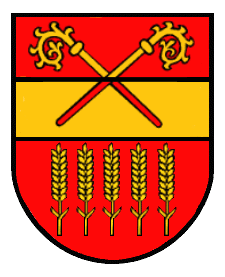
Wappen Gülzow

| - Boldebuck - Groß Upahl - Gülzow - Hägerfelde - Karcheez - Langensee | - Mühlengeez - Parum - Prüzen - Tieplitz - Wilhelminenhof |

## Geschichte
Die Gemeinde Gülzow-Prüzen entstand am 13. Juni 2004 durch den Zusammenschluss der vormals eigenständigen Gemeinden Gülzow und Prüzen. Bis Ende 2004 gehörte die Gemeinde dem zu diesem Termin aufgelösten Amt Steintanz-Warnowtal an.
Gülzow wurde 1333 erstmals urkundlich erwähnt. Es war im Besitz der Familien von Lepel (ab 1671), von Bülow (ab 1706), von Mecklenburg (1732–1786), von Lücken (1786–1795), von Lowtzow (1795–1798), Johann Christoph Kraus (1799–1810), dann das Haus der Fürsten von Schaumburg-Lippe (1810 – nach 1928). Gülzow war Ende der 1920er Jahre ein Lehngut in der Eigengröße von 781 ha. Hauptsitz der Fürstlichen Begüterung in Mecklenburg war Vietgest, mit Zentralverwaltung.  Das bereits 1782 errichtete Gutshaus wurde Mitte des 19. Jahrhunderts im klassizistischen Stil umgebaut. Letzter Besitzer, mit Erwerb 1939, bis 1945 war die von-Lochow-Gesellschaft (GmbH), Nachfahren des international bekannten Saatzüchters Ferdinand von Lochow-Petkus. Das Gebäude selbst ist erhalten und saniert. Am 1. Juli 1950 wurden die bis dahin eigenständigen Gemeinden Langensee und Wilhelminendorf eingegliedert.
Karcheez war ebenfalls ein Gut. Das sanierte Gutshaus ist von einem Park umgeben. Die Dorfkirche Kerckgetze war 1234 Patronatskirche des Klosters Dobbertin.
Langensee: Das Gut, etwa 289 ha, mit dazugehörigem klassizistischem Gutshaus von 1798 (heute Ferienwohnungen) wurde in den 1930er Jahren aufgesiedelt.
Prüzen wurde 1351 erstmals urkundlich erwähnt. Das Gut Prüzen war u. a. im Besitz der Familien von Bülow (1366–1812), Satow (1812–1882), von Schlieffen (1882–1916) und Bronsart von Schellendorff. Hans Bronsart von Schellendorf (1874–1938) war Besitzer von Prüzen und Marienhof, ebenso sein Sohn Hans Heinrich Bronsart von Schellendorf (1908–1943), respektive dessen jüngerer Bruder Christoph Bronsart von Schellendorf (1909–1940) ein Mitinhaber. Das Gutshaus Prüzen war ein eingeschossiges Gebäude, wohl aus der Mitte des 19. Jahrhunderts. Die Gemeinde Prüzen entstand am 1. Juli 1950 durch den Zusammenschluss der bisherigen Gemeinden Tieplitz, Hägerfelde und Groß Upahl (das größere Klein Upahl auf der anderen Seeseite ging an die Gemeinde Lohmen).
Groß Upahl kam gemäß seiner Ersterwähnung 1237 mit 20 Hufen zum Kloster Dobbertin. In einer Urkunde vom 13. November 1448 vermachen für den Konvent des Klosters Propst Nicolaus Beringer und Priorin Anne Wamecouwe (Wamkow) ihrer Klosterfrau Berte Redecstorpe zwei Strahlmark (Stralsunder Münze) Rente aus Hof und Hufe von Peter Schulte im Klosterdorf Wendisch Upahl als Ausgleich für zwei Mark Rente von Denecke Weltzien aus Grambow (Vogtei Goldberg.
1726 gab es eine Beschwerde des Klosteramtes Dobbertin gegen Adam Langemann zu Groß Upahl wegen Fischerei auf dem Garder See und Anhängung der Netze.
Von 1778 bis 1780 wurde der neue Hof zu Upahl errichtet. 1820 wurde auf dem Pachtgut die Leibeigenschaft aufgehoben. Am 29. Oktober 1823 brannten das Holländer- und Schäferhaus, das Schulmeisterhaus, acht Einlieger-Wohnungen und zwei kleine Ställe ab. Zwei Menschen kamen in den Flammen um und elf Familien hatten keine Unterkunft mehr. 1929 war Groß Upahl Domäne des Freistaates Mecklenburg-Schwerin, mit einem Umfang von 510 ha. Seit 1945 wurden Neubauernstellen geschaffen und am 12. November 1957 die Landwirtschaftliche Produktionsgenossenschaft (LPG) „7. November“ gegründet. 1976 erfolgte der Zusammenschluss der LPG „7. November“ mit der LPG „Einigkeit“ Karcheez.
1974 verkaufte die Gemeinde Prüzen den Pfarrhof von Groß Upahl an die Stephanusstiftung. Diese richtete nach der Rekonstruktion ein Freizeitheim für behinderte Kinder und Jugendliche ein. Seit 1988 wurde diese Einrichtung zu einer Nachsorgeeinrichtung für Suchtkranke. Seit 1991 ist die Stadtmission Schwerin Träger der Einrichtung.
Tieplitz: Gutsbesitzer waren u. a. die Familien von Parkentin (ab 1605), von Bredow (1738–1767), von Elderhorst (ab 1773), von Behr-Negendank (ab 1791), von Pritzbuer (ab 1792), Fürst Georg Wilhelm zu Schaumburg-Lippe (1794–1847), von Bassewitz (ab 1871), Eduard Dubbers (ab 1900), Kuno Brinkmann (ab 1909, 375 ha), ab 1936 die Familie des Hans Heinrich von Holstein und der Sophie von Wedemeyer, sie in erster Ehe mit Regierungsrat Herrmann von Laer verheiratet. In Tieplitz lebte auch Verwandtschaft aus der Familie von Laer. Das Gutshaus stammt von 1793 mit späteren An- und Umbauten.

## Bevölkerung
| Jahr | Einwohner |
| ---- | --------- |
| 2004 | 1816      |
| 2005 | 1772      |
| 2010 | 1604      |
| 2015 | 1579      |

| Jahr | Einwohner |
| ---- | --------- |
| 2020 | 1584      |
| 2021 | 1585      |
| 2022 | 1608      |
| 2023 | 1611      |

Stand: 31. Dezember des jeweiligen Jahres

## Politik

### Gemeindevertretung
Die Gemeindevertretung von Gülzow-Prüzen besteht aus 12 Mitgliedern. Die Kommunalwahl am 9. Juni 2024 führte bei einer Wahlbeteiligung von 62,0 % zu folgendem Ergebnis:
| Partei / Wählergruppe                 | Stimmenanteil 2019 | Sitze 2019 |  | Stimmenanteil 2024 | Sitze 2024 |
| ------------------------------------- | ------------------ | ---------- |  | ------------------ | ---------- |
| Wählergruppe Dörfergemeinschaft       | 10,1 %             | 1          |  | 32,1 %             | 4          |
| Wählergruppe Gülzow-Prüzen            | –                  | –          |  | 30,5 %             | 4          |
| Demokratisches Bündnis Gülzow-Prüzen  | –                  | –          |  | 08,1 %             | 1          |
| Einzelbewerberin Dagmar Kainz         | –                  | –          |  | 07,3 %             | –          |
| Einzelbewerberin Angela Hoffmann      | –                  | –          |  | 06,8 %             | 1          |
| Einzelbewerber Mirko Warnick          | –                  | –          |  | 06,4 %             | 1          |
| diebasis                              | –                  | –          |  | 04,4 %             | –          |
| Einzelbewerber René Henze             | –                  | –          |  | 04,3 %             | –          |
| Freiwillige Feuerwehren Gülzow-Prüzen | 42,5 %             | 5          |  | –                  | –          |
| Gemeinde Gemeinsam Gestalten          | 24,1 %             | 3          |  | –                  | –          |
| Einzelbewerber Jens Blümel            | 07,9 %             | 1          |  | –                  | –          |
| CDU                                   | 05,4 %             | 1          |  | –                  | –          |
| Einzelbewerber Gerhard Bludau         | 05,0 %             | 1          |  | –                  | –          |
| Einzelbewerber Hubert Heilmann        | 03,4 %             | –          |  | –                  | –          |
| Einzelbewerber Thorsten Manthey       | 01,6 %             | –          |  | –                  | –          |
| Insgesamt                             | 100 %              | 12         |  | 100 %              | 112        |

Dagmar Kainz kandidierte sowohl als Gemeindevertreterin als auch als Bürgermeisterin. Da sie die Wahl zur Bürgermeisterin annahm, bleibt ein Sitz in der Gemeindevertretung unbesetzt.

### Bürgermeister
- 1994–2024: Karl-Heinz Kissmann
- seit 2024: Dagmar Kainz

Bei der Bürgermeisterwahl am 26. Mai 2019 wurde Kissmann mit 57,2 % der gültigen Stimmen wiedergewählt.
Bei der Bürgermeisterstichwahl am 23. Juni 2024 wurde Kainz mit 69,2 % der gültigen Stimmen zu seiner Nachfolgerin gewählt. Ihre Amtszeit beträgt fünf Jahre.

### Wappen

Wappen
Gülzow-Prüzen

Blasonierung: „In Rot ein goldenes Nesselblatt belegt mit 11 roten Kugeln (3:3:3:2).“
Das Nesselblatt stammt aus dem Wappen des ehemaligen Fürstentums Schaumburg-Lippe, welches hier Ländereien besaß. Die Kugeln auf dem Nesselblatt sind dem Wappen der Familie von Bülow entlehnt, die in der Zeitspanne vom 14. bis zum 19. Jahrhundert Grundbesitzer einiger Dörfer war. Statt der ursprünglich 14 Kugeln auf dem Wappen der Bülows wurden elf verwendet, diese stehen symbolisch für die Anzahl der Dörfer der Gemeinde.
Das Wappen, das durch einen Hobby-Heraldiker in Zusammenarbeit mit einer Heraldikerin des Schweriner Staatsarchivs entstand, wurde am 6. Oktober 2008 durch Lorenz Caffier, Innenminister des Landes Mecklenburg-Vorpommern, durch Übergabe des Wappenbriefes genehmigt.

## Sehenswürdigkeiten
- Dorfkirchen:
  - Dorfkirche Groß Upahl (erste Erwähnung 1357)[26]
  - Dorfkirche Karcheez (erste Erwähnung 1234)[27]
  - Dorfkirche Parum, dem Heiligen Laurentius geweiht und besitzt eine Orgel aus der Werkstatt von Friedrich Ladegast (1891).
- Gutshaus Gülzow von 1782; eingeschossiges, 11-achsiges Backsteingebäude mit Mansarddach und zweigeschossigem Mittelrisalit im klassizistischen Stil in der Mitte des 19. Jahrhunderts umgebaut, heute Fachagentur Nachwachsende Rohstoffe.
- Gutshaus Tieplitz von 1793 mit späteren An- und Umbauten

→ Siehe auch Liste der Baudenkmale in Gülzow-Prüzen

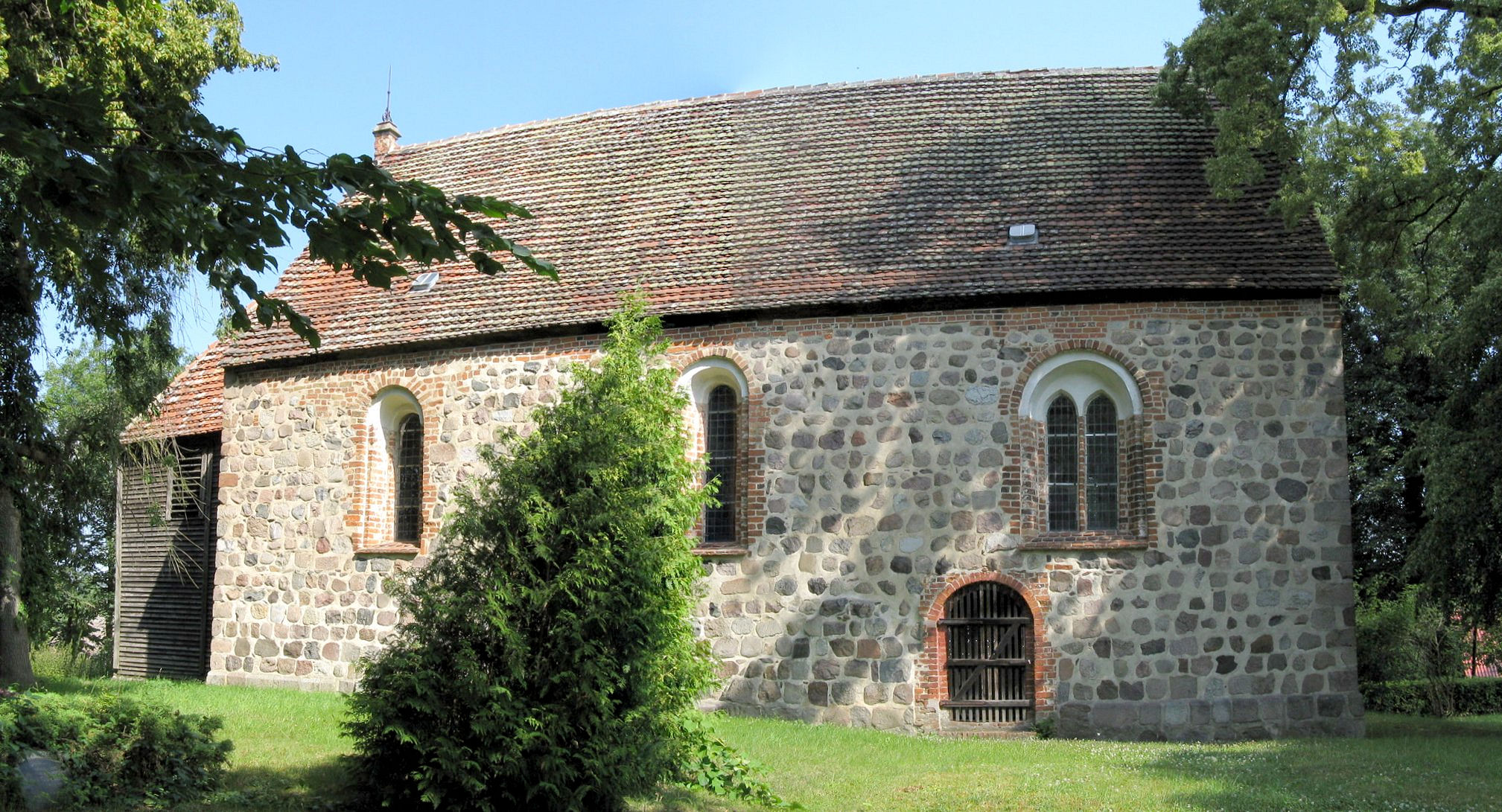
Dorfkirche in Groß Upahl
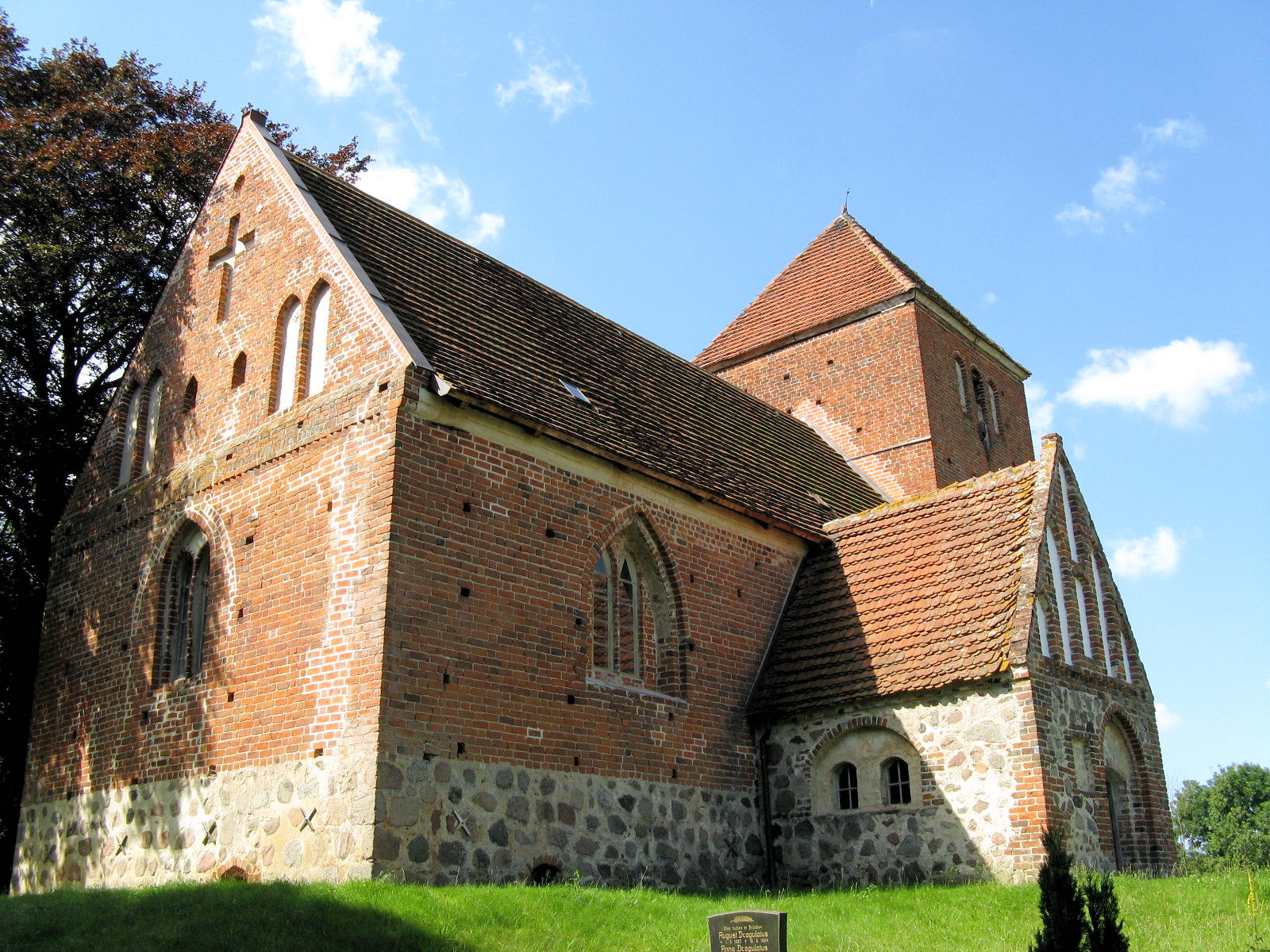
Dorfkirche in Karcheez
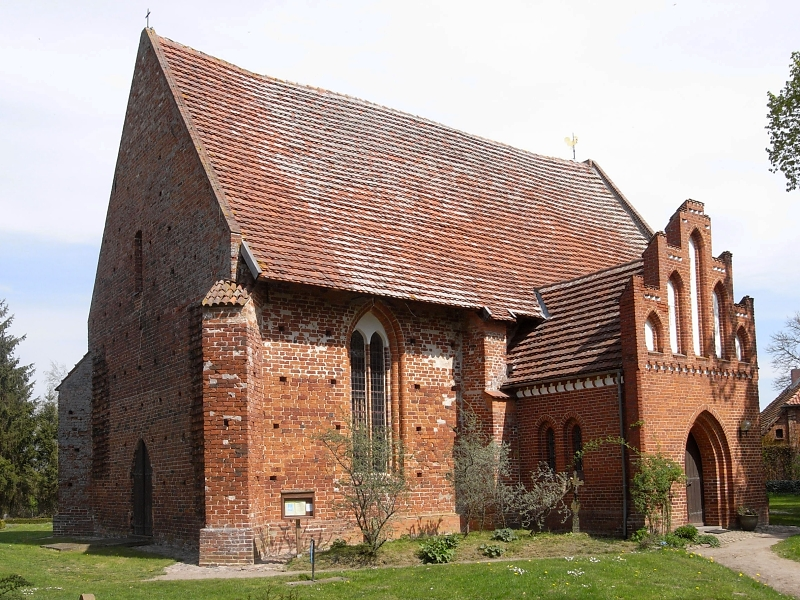
Dorfkirche in Parum
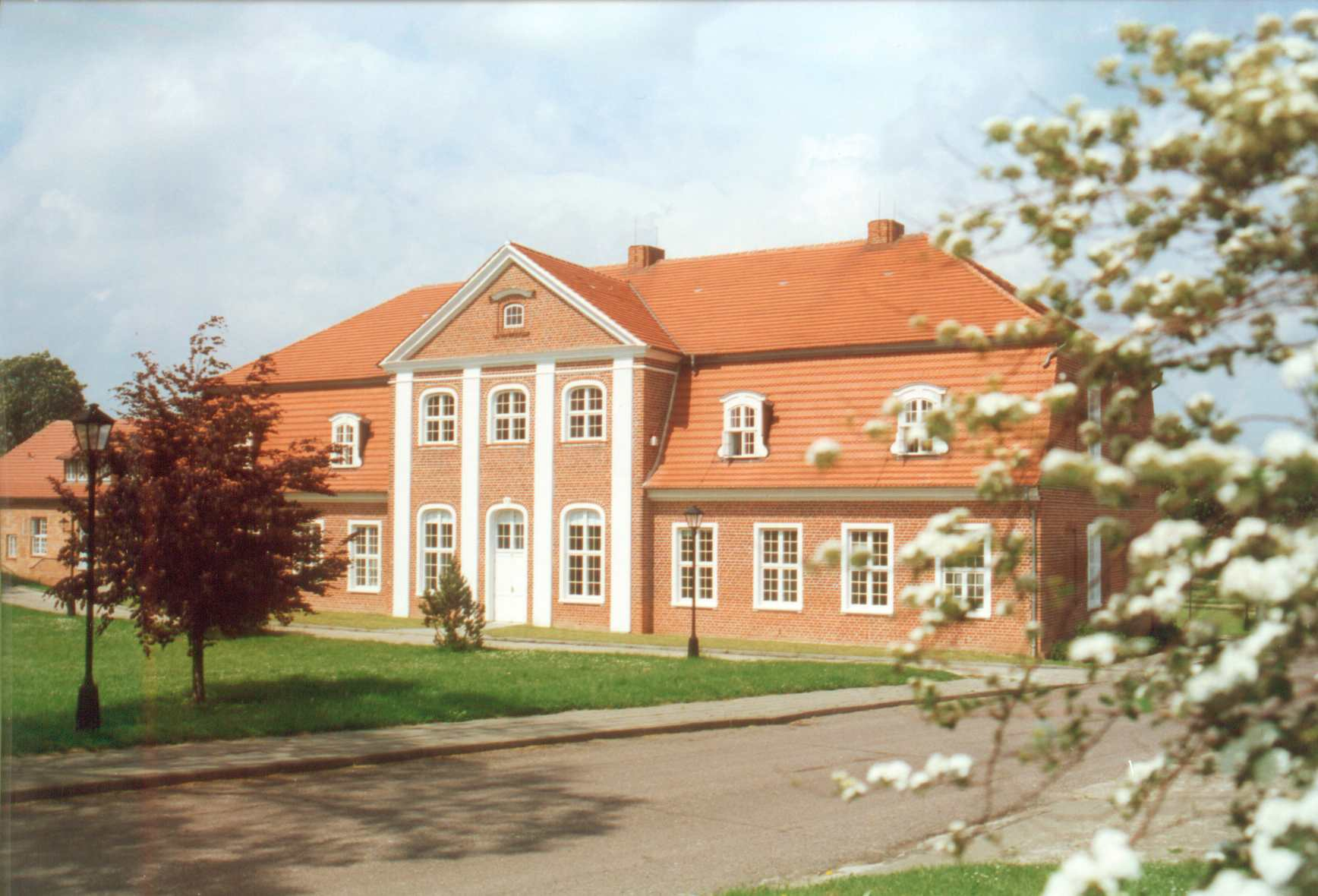
Gutshaus in Gülzow, Fachagentur Nachwachsende Rohstoffe
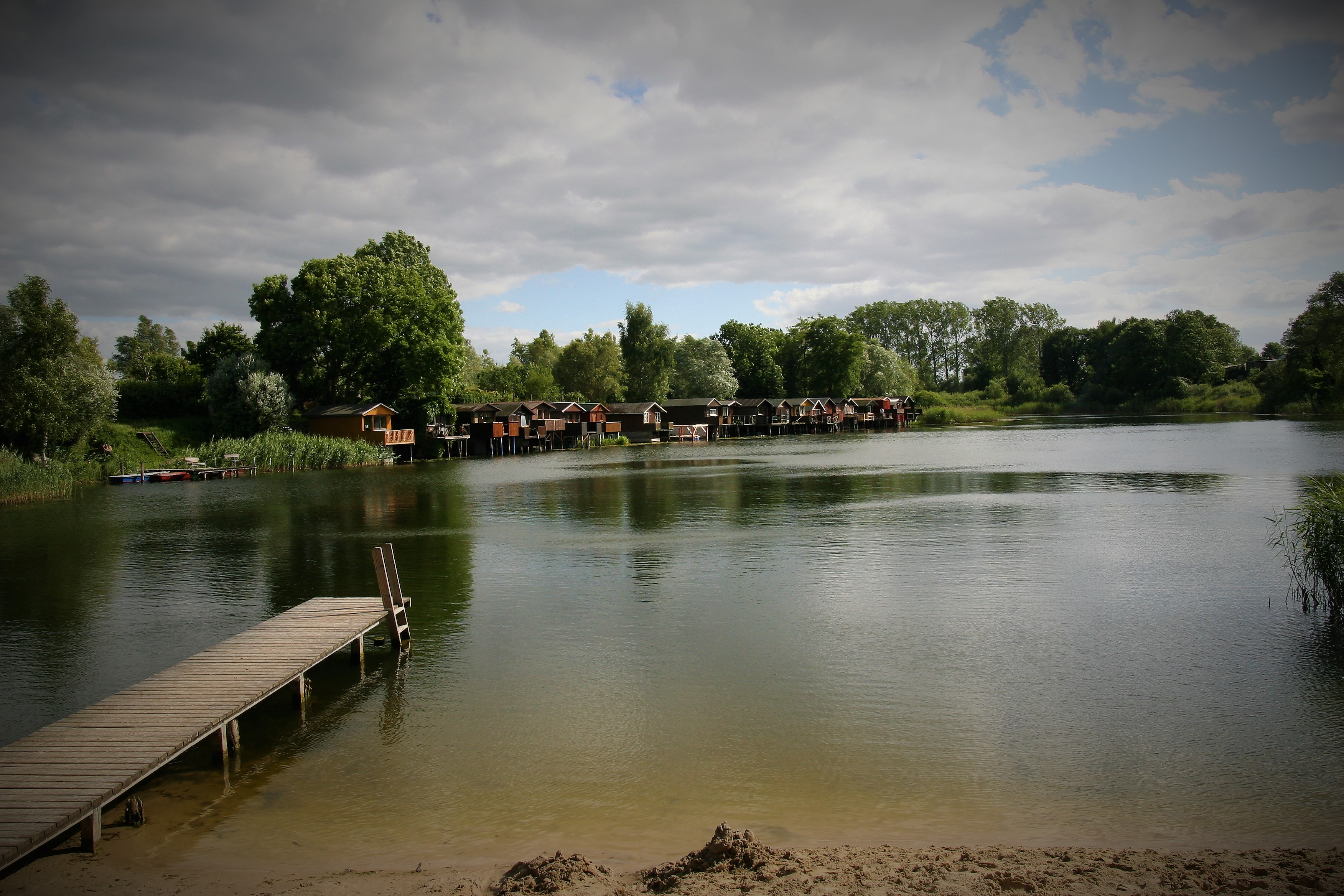
Gülzower Badesteg am Krebssee

## Verkehr
Im Ortsteil Prüzen kreuzt die Landesstraße L 11 von Bützow nach Krakow am See die Bundesstraße 104 von Schwerin nach Güstrow. Nahe dieser Kreuzung haben sich viele Firmen und Geschäfte auf einem 12 Hektar großen Gewerbegebiet niedergelassen. Von den nahen Städten Bützow und Güstrow bestehen Bahnverbindungen in alle Richtungen.

## Persönlichkeiten
- Otto Burmeister (1878–nach 1939), Professor für Pädagogik, in Mühlengeez geboren
- Hans Joachim Langmann (1924–2021), Unternehmer, in Groß Upahl geboren
- Leonore Ackermann (* 1936), Politikerin (Bündnis 90/Die Grünen), lebt in Groß Upahl
- Manfried Scheithauer (* 1936), Grafiker, lebte in Mühlengeez, Schulleiter in Prüzen

### Gedruckte Quellen
Mecklenburgisches Urkundenbuch (MUB)

### Ungedruckte Quellen
- Landeshauptarchiv Schwerin (LHAS)
  - LHAS 1.5-4/3 Urkunden Kloster Dobbertin.
  - LHAS 5.11-2 Landtagsversammlung, Landtagsverhandlungen, Landtagsprotokolle, Landtagsausschuß.
  - LHAS 5.12-4/2 Ministerium für Landwirtschaft, Domänen und Forsten.

### Belege
1. ↑  Statistisches Amt M-V – Bevölkerungsstand der Kreise und Gemeinden 2024 (XLS-Datei) (Amtliche Einwohnerzahlen in Fortschreibung des Zensus 2022) (Hilfe dazu).
2. ↑  Gebietsänderungen in Mecklenburg-Vorpommern 2004 (PDF-Datei; 62 kB)
3. ↑  Ernst Seyfert, Hans Wehner, W. Baarck: Niekammer’s Landwirtschaftliches Güter-Adreßbücher, Band IV, Landwirtschaftliches Adreßbuch der Rittergüter, Güter und Höfe von Mecklenburg-Schwerin und-Strelitz. 1928. In: Niekammer (Hrsg.): Letzte Ausgabe. 4. Auflage. Band IV. Niekammer’s Güter-Adreßbuch G.m.b.H., Leipzig 1928, S. 28–47 (g-h-h.de [abgerufen am 10. Oktober 2021]).
4. ↑  Jost von Lochow: Geschichte des Geschlechts von Lochow. In: Familienchronik. 2. erweiterte  Auflage. Eigenverlag, Wörrstadt 1997, S. 170 (d-nb.info [abgerufen am 10. Oktober 2021]).
5. ↑  MUB I. (1863) Nr. 425.
6. ↑  Hans Friedrich v. Ehrenkrook, Otto Reichert, Friedrich Wilhelm Freiherr v. Lyncker u. Ehrenkrook, Erik Hamburger: Genealogisches Handbuch der Adeligen Häuser / A (Uradel) 1960. In: Deutsches Adelsarchiv (Hrsg.): GHdA Genealogisches Handbuch des Adels; Nachfolge des Gotha. Band VII, Nr. 24. C. A. Starke, 1960, ISSN 0435-2408, S. 91–97 (d-nb.info [abgerufen am 10. Oktober 2021]).
7. ↑  Gut Prüzen auf www.gutshaeuser.de
8. ↑  MUB I. (1863) Nr. 469.
9. ↑  LHAS 1.5-4/3) Urkunden Kloster Dobbertin. Regesten Nr. 143.
10. ↑  LHAS 2.12-3/2 Klöster und Ritterorden, Landeskloster Dobbertin. Nr. 402.
11. ↑  LHAS 5.11-2 Landtagsprotokoll. 16. November 1778.
12. ↑  LHAS 5.11-2 Landtagsprotokoll. 12. November 1823, Nr. 14, 15.
13. ↑  Chronik Groß Upahl–775 Jahre, 2012, S. 3, 9, 19 und 21
14. ↑  Chronik Groß Upahl–775 Jahre, 2012, S. 20
15. ↑  Hans Friedrich von Ehrenkrook, Otto Reichert, Friedrich Wilhelm Freiherr v. Lyncker u. Ehrenkrook, Erik Hamburger: Genealogisches Handbuch der Adeligen Häuser / A (Uradel) 1965. In: Deutsches Adelsarchiv (Hrsg.): GHdA Genealogisches Handbuch des Adels; Nachfolge des Gotha. Band VII, Nr. 34. C. A. Starke, 1965, ISSN 0435-2408, S. 141–142 (d-nb.info [abgerufen am 10. Oktober 2021]).
16. ↑  Wochenschrift Land und Frau. In: Land und Frau. Wochenschrift für Geflügelhaltung, Gartenbau und Hauswirtschaft. P. Parey, Berlin 1941, S. 122 (google.de [abgerufen am 10. Oktober 2021]).
17. ↑  Statistisches Amt Mecklenburg-Vorpommern: Statistischer Bericht. Bevölkerungsstand. Bevölkerungsentwicklung der Kreise und Gemeinden
18. ↑  Ergebnis der Kommunalwahl am 9. Juni 2024
19. ↑  Ergebnis der Kommunalwahl am 26. Mai 2019
20. ↑  Öffentliche Bekanntmachung. In: amtneustrelitz-land.de. Abgerufen am 24. September 2024.
21. ↑  Ergebnis der Bürgermeisterwahl am 26. Mai 2019
22. ↑  Ergebnis der Bürgermeisterstichwahl am 23. Juni 2024
23. ↑  Kommunalverfassung für das Land Mecklenburg-Vorpommern § 37 (3)
24. ↑  Schweriner Volkszeitung, Lokalseite Bützow, 10. Oktober 2008, S. 18
25. ↑  Jede dritte Gemeinde im Nordosten führt eigenes Wappen (Seite nicht mehr abrufbar, festgestellt im April 2018. Suche in Webarchiven)  Info: Der Link wurde automatisch als defekt markiert. Bitte prüfe den Link gemäß Anleitung und entferne dann diesen Hinweis. – Seite der Landesregierung
26. ↑  Chronik Groß Upahl – 775 Jahre, 2012, S. 3
27. ↑  Chronik Groß Upahl – 775 Jahre, 2012, S. 3